# 朱桓 (乾隆進士)
朱桓（1766年—？），字覲玉，號芝圃，廣西省桂林府臨桂縣（今桂林市）。清朝政治人物。

## 生平
乾隆五十七年（1792年）解元，乾隆五十八年（1793年）成進士。改翰林院庶吉士，散馆授檢討。嘉庆九年（1804年）改江西道監察御史。十二年（1807年）外放福建邵武府知府，署興泉永道、福建鹽法道、福州府知府。嘉庆二十年（1815年）升廣東高廉道。辑有《歷代名臣言行錄》24卷。
| 官衔          | 官衔                                         | 官衔          |
| ------------- | -------------------------------------------- | ------------- |
| 前任： 多托禮 | 福州府知府 嘉慶十三－十九年 （1808－1814年） | 繼任： 鄒貽詩 |